# Sarcophila olsufjevi
Sarcophila olsufjevi är en tvåvingeart som beskrevs av Boris Borisovitsch Rohdendorf och Yu. G. Verves 1985. Sarcophila olsufjevi ingår i släktet Sarcophila och familjen köttflugor. Inga underarter finns listade i Catalogue of Life.